# عرفج (جنس)
العرفج (الاسم العلمي: Rhanterium) هو جنس من الشجيرات القزمة من فصيلة النجمية التي تنمو في صحراء الشرق الأوسط وشمال إفريقيا.
الأنواع
- Rhanterium adpressum Coss. & Durieu - المغرب, الجزائر
- عرفج دانيال أوليفر - السعودية, سلطنة عمان, الإمارات العربية المتحدة, قطر, البحرين, الكويت, العراق, إيران, باكستان
- Rhanterium suaveolens رينيه لويش ديفونتين - الجزائر, ليبيا, تونس[7]